# ストーリー・オブ・ザ・イヤー
ストーリー・オブ・ザ・イヤー（Story of the Year）は1995年にセントルイスにて結成されたロックバンドである。元々はビッグ・ブルー・モンキーズと名乗っていたが、同名のブルースグループがすでに存在していることを知り、2001年に現在のバンド名に改名した。疾走感のあるサウンドが売りでミズーリ州セントルイス出身のおさななじみ５人組はザ・ユーズドと同じく、ゴールドフィンガーのジョン・フェルドマンに渡したデモ・テープが認められ、マヴェリックと契約を果たした。

## 来歴

### 2002～2007年(Maverick Records)
- 2002年
  - 1995年より地元での7年間の活動でデモと3枚のEPをレコーディングしたバンドは、マーヴェリック・レコードと契約。
- 2003年
  - 8月にKROQのパワープッシュを受けて最初のシングルである"Until the Day I Die"がラジオでオンエアされるや否や、世界中で数千枚を売り上げた。
  - 9月16日、1stアルバム"Page Avenue"をリリースし、現在までに全世界で50万枚を売り上げ、ゴールド・ディスクを獲得した。
  - 収録曲の"And the Hero Will Drown"はニード・フォー・スピード アンダーグラウンドのサウンドトラックに収録されている。
- 2004年
  - 1月16日、リンキン・パークの2枚目となるアルバムのメテオラに伴う世界ツアーに、P.O.Dやフーバスタンクと共に参加している。
  - 5月、MTVはストーリー・オブ・ザ・イヤーのメンバーがハードロックバンドであるゴッドスマックのローディーと乱闘騒ぎをおこしたと報じた。ギタリストのライアンによると、先に仕掛けて来たのはローディーの方で、原因はゴッドスマックのメンバーが自分達のバンドのパフォーマンスに嫉妬したことだという。その後バンドはメンバーの腫れ上がった顔の写真を、騒ぎに抗議する声明と共に彼らのホームページ上に公開した。ゴッドスマックのメンバーは直接乱闘には参加していないものの、声明はゴッドスマックに抗議する形で発表された。騒ぎの調査は地元警察によって行われたが、結局は逮捕者が出るどころか、記録さえとらずに調査は終了した。現在は写真や抗議文は削除されているが、代わりに「もうゴッドスマックのことをどうこう言うつもりはないさ。一緒にアイスを買いに行きたいからね。」というメッセージが掲載された。
  - 9月21日、2枚目のシングルとなる"Anthem of Our Dying Day"をリリース、リンキン・パークのジョー・ハーンがミュージック・ビデオの監督を務めた。
- 2005年
  - 5月10日、ライブやツアーの模様を収録したCDとDVDのセット作品"Live in the Lou/Bassassins"をリリースし、5万セットを売り上げた。
  - 10月11日、2ndアルバムとなる"In the Wake of Determination"をリリースし、プロデュースはスティーヴ・エヴェッツによって行なわれた。ヴォーカルのダンは「自分達が好きなレコードをプロデュースしてきたし、会ってすぐにケミストリーを感じたから」とプロデュースをスティーヴに依頼した理由を語っている。

- 2006年
  - 5月、バンドはエメリー（英語版）とフロッギング・モリーのサポートとしてオーストラリアを回り、ツアーを終えた。
- 2007年
  - 8月3日、ライブで新作DVDの映像を一部公開し、3作目となるアルバムから"Terrified"を披露した。"Terrified"はフィルがピアノを演奏しており、新境地とも言える曲になっているようである。その他の新曲では、ベースの技術担当であるリル・ティミィーがコーラスを担当していた。また、このライブにはトゥー・サイレント・ゴーストというバンドの、マーク・ロスがゲストとして参加していた。

### 2008～2011年(Epitaph Records)
- 2008年
  - 4月22日、3rdアルバムとなる"Black Swan"をリリースし、プロデューサーには"Page Avenue"の製作にも携わったジョン・フェルドマンとエルビス・バスケットが迎えられている。
  - 5月30日、DVD、"OUR TIME IS NOW"をリリース。2ndアルバムの「In the Wake of Determination」に伴うツアーの模様を追ったドキュメンタリー作品
- 2009年
  - アメリカのプロレス団体WWE所属のジェイソン・リソ（クリスチャン）のエントランスの曲を担当した。この曲はあくまでもカバー曲であり自ら作曲・作詞などはしていない。
- 2010年
  - 2月16日、4thアルバムとなる"The Constant"をリリース。

### 2013年～(Self-released)
- 2013年
  - 10月8日、1stアルバム"Page Avenue"リリース10周年を記念した再録アルバム"Page Avenue: Ten Years and Counting"をリリース。

- 2014年
  - 10月1日、ベース、コーラスのアダム・ラッセルが脱退を発表。

- 2017年
  - 12月1日、６年ぶりに5thアルバム"Wolves"をアメリカのクラウド・ファンディング・サイト、PledgeMusicで先行リリース。その1週間後の12月8日に一般リリース。
  - ニュー・アルバムのプレオーダーによる資金集めには様々なバンドル・セットが用意されており、目標額の290%以上を集めた。

- 2018年
  - 3月17日、2014年に脱退したベースのアダム・ラッセルが復帰。
  - 3月28日、ギターのPhilip “Moon” Sneedが脱退。

## メンバー
- ダン・マーサラ (Daniel Dean Marsala Jr.) - ボーカル (2000年～)、ドラム (1995年～2000年)
- ライアン・フィリップス (Ryan "Nose" Thornton Phillips) - ギター (1995年～)
- アダム・ラッセル (Adam "Skull" Russell) - ベース, コーラス (2000年～2014年, 2018年～)
- ジョシュ・ウィルズ (Joshua "Constable" James Wills) - ドラム (2000年～)

### 元メンバー
- ジョン・テイラー (John Taylor) - ボーカル (1995年～2000年)
- ペリー・ウェスト (Perry West) - ベース (1995年～2000年)
- グレッグ・ハオプト (Gregg Haupt) - ギター (2000年～2003年) ※2022年死去
- フィリップ・スニード (Phillip Taylor Sneed) - ベース (2014年～2018年)、コーラス (2003年～2018年)、ギター (2003年～2014年)、キーボード (2007年～2018年)

## ディスコグラフィー

### アルバム
| 発売日 | タイトル                                                                                     | タイプ                   | レーベル                 | 売り上げ |
| 1999年 | Truth in Separation                                                                          | EP                       | セルフプロデューズ       | 不明     |
| 2002年 | Story of the Year                                                                            | EP                       | セルフプロデュース       | 不明     |
| 2003年 | Page Avenue ページ・アベニュー                                                               | オリジナルアルバム       | マーヴェリック・レコード | 40万枚   |
| 2005年 | Live in the Lou/Bassassins                                                                   | ライブアルバム (DVD付き) | マーヴェリック・レコード |          |
| 2005年 | In the Wake of Determination イン・ザ・ウェイク・オブ・デターミネーション                    | オリジナルアルバム       | マーヴェリック・レコード | 17万枚+  |
| 2008年 | The Black Swan ブラック・スワン                                                              | オリジナルアルバム       | エピタフ・レコード       |          |
| 2010年 | The Constant コンスタント                                                                    | オリジナルアルバム       | エピタフ・レコード       |          |
| 2013年 | Page Avenue: Ten Years and Counting ページ・アベニュー：テンイヤーズ・アンド・カウンティング | DL                       | Self-released            |          |
| 2017年 | Wolves ウルブス                                                                              | オリジナルアルバム       | Self-released            |          |

### シングル
| 年   | 曲名                                | 順位    | 順位        | 順位            | 順位             | アルバム                     |
| 年   | 曲名                                | Hot 100 | Modern Rock | Mainstream Rock | UK Singles Chart | アルバム                     |
| 2004 | Until The Day I Die                 | -       | #12         | -               | #62              | Page Avenue                  |
| 2004 | Anthem Of Our Dying Day             | -       | #10         | -               | -                | Page Avenue                  |
| 2004 | Sidewalks                           | -       | #40         | -               | -                | Page Avenue                  |
| 2005 | We Don't Care Anymore               | -       | #28         | #38             | -                | In the Wake Of Determination |
| 2006 | Take Me Back                        | -       | -           | -               | -                | In the Wake Of Determination |
| 2008 | Wake Up                             | -       | -           | -               | -                | The Black Swan               |
| 2008 | The Antidote                        | -       | -           | -               | -                | The Black Swan               |
| 2009 | Terrified                           | -       | -           | -               | -                | The Black Swan               |
| 2010 | I'm Alive                           | -       | -           | -               | -                | The Constant                 |
| 2010 | The Dream Is Over (Single version.) | -       | -           | -               | -                | The Constant                 |

## 日本公演
- 2004年

5/20 大阪：CLUB QUATTRO,5/22 名古屋：CLUB QUATTRO,5/24 東京：CLUB QUATTRO
- 2005年

Taste Of Chaos Japan Tour 2005
11/1 大阪MOTHER HALL,2日 ZEPP NAGOYA,3日 新木場STUDIO COAST
- 2006年

5/23 大阪：BIG CAT,5/24 福岡：DRUM Be-1,5/26 広島：CLUB QUATTRO,5/28 名古屋：CLUB QUATTRO,5/29 東京：SHIBUYA-AX
7/29 FUJI ROCK FESTIVAL'06 White Stage
- 2008年

Taste Of Chaos Japan Tour 2008
11/10,11/11,11/12日 新木場STUDIO COAST
- 2009年

STORY OF THE YEAR Japan tour 2009
3/11 大阪：CLUB QUATTRO,11/13 福岡：DRUM Be-1,11/16 恵比寿LIQUIDROOM,11/17 名古屋：CLUB QUATTRO,11/19 広島：CLUB QUATTRO
- 2010年

STORY OF THE YEAR Japn tour 2010
6/21 大阪：BIG CAT ,6/22 名古屋：CLUB QUATTRO ,6/24 東京: O-EAST
- 2012年

STORY OF THE YEAR Japan tour 2012
2/1 大阪：BIG CAT ,2/3 名古屋：CLUB QUATTRO,2/6 東京：赤坂BLITZ
Red Bull Live on the Road
10/28 東京：SHIBUYA-AX　【ONE OK ROCKと共にゲスト出演】
- 2013年

10th ANNIVERSARY PAGE AVENUE TOUR Japan 2013
6/20 東京：CLUB QUATTRO ,6/23 仙台：DARWIN,6/25 大阪：Club Quattro,6/26 名古屋：Club Quattro ,6/28 東京：O-East
- 2019年

STORY OF THE YEAR Japan tour 2019
2/18 大阪：Club Quattro ,2/19 名古屋：Club Quattro ,2/20 東京：Club Quattro